# Il mio nome è Remo Williams
Il mio nome è Remo Williams (Remo Williams: The Adventure Begins) è un film del 1985 diretto da Guy Hamilton, basato sulla serie di romanzi The Destroyer di Warren Murphy e Richard Sapir.

## Trama
(dai dialoghi del film)
Durante una ronda notturna il poliziotto senza famiglia Samuel Makin viene buttato in mare con la sua vettura dal reclutatore Mac. Dato per morto, con una plastica facciale e un nome nuovo, Remo Williams, viene addestrato da Chiun, maestro di Sinanju, per fungere da undicesimo comandamento in una Organizzazione capeggiata dal Direttore Smith, che si preoccupa di stanare e punire i colpevoli di nefandezze protetti dallo stato.
L'addestramento sarà duro ma Remo riesce, non senza ironia, a conquistare la fiducia del Maestro (nonostante non sia coreano come lui), e ad apprendere abilità particolari quali schivare pallottole, camminare sul cemento fresco, non aver paura delle vertigini e non aver bisogno di armi. Tutto ciò gli verrà utile quando, aiutato dal Maggiore Fleming, integerrimo quanto lui, dovrà sfidare il cattivo di turno, George Grove, che costruisce armi difettose per il governo.

## Produzione
Il film è stato girato a New York, Washington e in Messico.
Nel film appare l'attore William Hickey nella parte dell'omino dell'attrazione del Luna Park dove Chiun vince il peluche della Pantera Rosa.

## Opere derivate
È stata girata anche una puntata pilota per farne un telefilm ma non fu mai messa in onda in Italia. Ne è stata tratta una serie a fumetti dal titolo Destroyer.

## Critica
Il Morandini lo definisce "un thriller divertente sotto il segno dell'ironia e dell'umorismo. Dialoghi spiritosi, specialmente nel rapporto tra Remo e Chiung, sale e pepe del film", mentre Il Farinotti scrive: "Volutamente eccessivo, autoironico e divertente, il film è ricco di originali e acrobatiche scene d'azione".